# Jīrband
Jīrband (persiska: جيربَند, Jūrband, جوربند) är en ort i Iran.   Den ligger i provinsen Mazandaran, i den norra delen av landet, 230 km öster om huvudstaden Teheran. Jīrband ligger 1 257 meter över havet och antalet invånare är 128.
Terrängen runt Jīrband är lite bergig. Runt Jīrband är det ganska tätbefolkat, med 75 invånare per kvadratkilometer. Närmaste större samhälle är Metkāzīn, 5,4 km norr om Jīrband. Trakten runt Jīrband består i huvudsak av gräsmarker.